# Sutherlandia tomentosa
Sutherlandia tomentosa är en ärtväxtart som beskrevs av Christian Friedrich Frederik Ecklon och Carl Ludwig Philipp Zeyher. Sutherlandia tomentosa ingår i släktet Sutherlandia och familjen ärtväxter. Inga underarter finns listade i Catalogue of Life.